# Reichstagswahlkreis Großherzogtum Mecklenburg-Schwerin 5

Die Wahlkreisaufteilung des Deutschen Reichs.

Der Reichstagswahlkreis Großherzogtum Mecklenburg-Schwerin 5 (in der reichsweiten Durchnummerierung auch Reichstagswahlkreis 352; auch Reichstagswahlkreis Rostock-Doberan genannt) war der fünfte Reichstagswahlkreis für das Großherzogtum Mecklenburg-Schwerin für die Reichstagswahlen im Deutschen Reich und im Norddeutschen Bund von 1867 bis 1918.

## Wahlkreiszuschnitt
Der Wahlkreis umfasste zu den Wahlen zum Reichstag des Norddeutschen Bundes: Die Städte Boizenburg, Brüel, Neubuckow, Bützow, Crivitz, Dömitz, Gadebusch, Grabow, Grevesmühlen, Hagenow, Kröpelin, Lübz, Neustadt, Parchim, Rehna, Schwerin, Sternberg und wittenburg mit deren Stadtgebiet und deren Kämmereigütern sowie die Seestadt Wismar mit ihren Landgütern außer Bisch, Lehensruh und Zarnekow.
Der Wahlkreis umfasste bei den Wahlen zum Reichstags des deutschen Kaiserreichs den Aushebungsbezirk Rostock ohne die Landgemeinden Kassow, Groß und Klein Freienholz, Meierei Oberhof, Hof und Dorf Lanitz sowie den Amtsbezirk Doberan ohne die Landgemeinden Wendorf und Oettelin.
| Jahr | Einwohner |
| ---- | --------- |
| 1890 | 112.355   |
| 1895 | 119.110   |
| 1900 | 125.592   |
| 1905 | 134.592   |
| 1910 | 141.880   |

|      | Landwirtschaft | Industrie und Gewerbe | Handel und Dienstleistungen |
| ---- | -------------- | --------------------- | --------------------------- |
| 1895 | 46,3           | 28,1                  | 25,7                        |
| 1907 | 37,2           | 32,3                  | 39,5                        |

|      | Evangelisch | Katholisch |
| ---- | ----------- | ---------- |
| 1890 | 98,5        | 0,9        |
| 1905 | 97,6        | 1,7        |
| 1910 | 96,4        | 2,6        |

## Abgeordnete
| Wahl                                 | Abgeordneter        | Partei                  | Bild |
| ------------------------------------ | ------------------- | ----------------------- | ---- |
| Reichstagswahl Februar 1867 bis 1871 | Karl Prosch         | Nationalliberale Partei | 0    |
| Reichstagswahl 1871 bis 1873         | Otto Büsing         | Nationalliberale Partei | 0    |
| Reichstagswahl 1874 bis 1881         | Michael Baumgarten  | DFP                     |      |
| Reichstagswahl 1881 bis 1884         | Hermann Paasche     | LV                      |      |
| Reichstagswahl 1884 bis 1887         | Christian Behm      | DFP                     | 0    |
| Reichstagswahl 1887 bis 1890         | Otto Büsing         | NLP                     | 0    |
| Reichstagswahl 1890 bis 1893         | Carl Ludwig von Bar | DFP                     | 0    |
| Reichstagswahl 1893 bis 1898         | Gerhard von Buchka  | DKP                     | 0    |
| Reichstagswahl 1898 bis 1907         | Joseph Herzfeld     | SPD                     |      |
| Reichstagswahl 1907 bis 1912         | Hans Linck          | NLP                     | 0    |
| Reichstagswahl 1912 bis 1918         | Joseph Herzfeld     | SPD                     |      |

## Wahlen

### 1867 (Februar)
Es fand nur ein Wahlgang statt. Die Zahl der gültigen Stimmen betrug 8337.
| Kandidat    | Partei | Stimmen | in % | Anmerkungen |
| ----------- | ------ | ------- | ---- | ----------- |
| Karl Prosch | NLP    | 6253    | 0    | 0           |

### 1867 (August)
Es fand nur ein Wahlgang statt. Die Zahl der gültigen Stimmen betrug 4651.
| Kandidat    | Partei | Stimmen | in % | Anmerkungen |
| ----------- | ------ | ------- | ---- | ----------- |
| Karl Prosch | NLP    | 3968    | 0    | 0           |

### 1871
Es fand ein Wahlgang statt. 19.348 Männer waren wahlberechtigt. Die Zahl der abgegebenen Stimmen betrug 12.837, 197 Stimmen waren ungültig. Die Wahlbeteiligung betrug 67,4 %.
| Kandidat       | Partei   | Stimmen | in % | Anmerkungen  |
| -------------- | -------- | ------- | ---- | ------------ |
| Otto Büsing    | NLP      | 7903    | 0    | 0            |
| Magnus Maßmann | K        | 4477    | 0    | Senator, Dr. |
| Hartmann       | S (Lass) | 433     | 0    | Schuhmacher  |
| 0              | Sonstige | 24      | 0    | 0            |

### 1874
Es fand ein Wahlgang statt. 20.920 Männer waren wahlberechtigt. Die Zahl der abgegebenen Stimmen betrug 15.095, 80 Stimmen waren ungültig. Die Wahlbeteiligung betrug 72,4 %.
| Kandidat           | Partei   | Stimmen | in % | Anmerkungen  |
| ------------------ | -------- | ------- | ---- | ------------ |
| Michael Baumgarten | DFP      | 8400    | 0    | 0            |
| Magnus Maßmann     | K        | 2854    | 0    | Senator, Dr. |
| Friedrich Witte    | NLP      | 2340    | 0    | Senator, Dr. |
| C. Finn            | S (Lass) | 1456    | 0    | 0            |
| 0                  | Sonstige | 9       | 0    | 0            |

### 1877
Es fand ein Wahlgang statt. 21.908 Männer waren wahlberechtigt. Die Zahl der abgegebenen Stimmen betrug 16.240, 66 Stimmen waren ungültig. Die Wahlbeteiligung betrug 74,4 %.
| Kandidat           | Partei   | Stimmen | in % | Anmerkungen |
| ------------------ | -------- | ------- | ---- | ----------- |
| Michael Baumgarten | DFP      | 10.229  | 0    | 0           |
| Reichhoff          | K        | 3251    | 0    | 0           |
| C. Finn            | S        | 2742    | 0    | 0           |
| 0                  | Sonstige | 18      | 0    | 0           |

### 1878
Es fand ein Wahlgang statt. 22.324 Männer waren wahlberechtigt. Die Zahl der abgegebenen Stimmen betrug 14.115, 53 Stimmen waren ungültig. Die Wahlbeteiligung betrug 63,5 %.
| Kandidat           | Partei   | Stimmen | in % | Anmerkungen |
| ------------------ | -------- | ------- | ---- | ----------- |
| Michael Baumgarten | DFP      | 7074    | 0    | 0           |
| Magnus Maßmann     | K        | 6217    | 0    | 0           |
| C. Finn            | S        | 815     | 0    | 0           |
| 0                  | Sonstige | 9       | 0    | 0           |

### 1881
Es fand ein Wahlgang statt. 22.212 Männer waren wahlberechtigt. Die Zahl der abgegebenen Stimmen betrug 13.437, 37 Stimmen waren ungültig. Die Wahlbeteiligung betrug 60,7 %.
| Kandidat        | Partei   | Stimmen | in % | Anmerkungen   |
| --------------- | -------- | ------- | ---- | ------------- |
| Hermann Paasche | LibV     | 8314    | 0    | 0             |
| Mann            | K        | 4735    | 0    | Kommerzienrat |
| August Bebel    | S        | 380     | 0    | 0             |
| 0               | Sonstige | 8       | 0    | 0             |

### 1884
Es fand ein Wahlgang statt. 22.340 Männer waren wahlberechtigt. Die Zahl der abgegebenen Stimmen betrug 11.055, 33 Stimmen waren ungültig. Die Wahlbeteiligung betrug 49,6 %.
| Kandidat       | Partei   | Stimmen | in % | Anmerkungen |
| -------------- | -------- | ------- | ---- | ----------- |
| Christian Behm | F        | 6037    | 0    | 0           |
|                | K        | 4224    | 0    | 0           |
|                | NLP      | 35      | 0    | 0           |
|                | S        | 744     | 0    | 0           |
| 0              | Sonstige | 15      | 0    | 0           |

### 1887
Es fanden zwei Wahlgänge statt. 24.608 Männer waren wahlberechtigt. Die Zahl der abgegebenen Stimmen betrug im ersten Wahlgang 17.734, 54 Stimmen waren ungültig. Die Wahlbeteiligung betrug 72,3 %.
| Kandidat    | Partei   | Stimmen | in % | Anmerkungen |
| ----------- | -------- | ------- | ---- | ----------- |
|             | RB       | 7254    | 0    | 0           |
| Otto Büsing | NLP      | 8467    | 0    | 0           |
|             | S        | 1996    | 0    | 0           |
| 0           | Sonstige | 17      | 0    | 0           |

Die Zahl der abgegebenen Stimmen betrug in der Stichwahl 18.748, 115 Stimmen waren ungültig. Die Wahlbeteiligung betrug 76,7 %.
| Kandidat    | Partei | Stimmen | in % | Anmerkungen |
| ----------- | ------ | ------- | ---- | ----------- |
|             | RB     | 7263    | 0    | 0           |
| Otto Büsing | NLP    | 11.485  | 0    | 0           |

### 1890
Die NLP einigte sich mit der DVP auf einen freisinnigen Kandidaten.
Es fanden zwei Wahlgänge statt. Die Zahl der Wahlberechtigten betrug 24.478. Die Zahl der abgegebenen gültigen Stimmen betrug im ersten Wahlgang 18.711, 114 Stimmen waren ungültig. Die Wahlbeteiligung belief sich auf 76,4 %.
| Kandidat            | Partei   | Stimmen | in %   | Anmerkungen           |
| ------------------- | -------- | ------- | ------ | --------------------- |
| Carl Ludwig von Bar | DF       | 6678    | 35,9 % | 0                     |
| Eggers              | RP       | 4910    | 26,4 % | Gutspächter aus Gorow |
| Josef Kretschmann   | SPD      | 6974    | 37,5 % | Tischler aus Hamburg  |
| 0                   | Sonstige | 35      | 0,2 %  | 0                     |

Die Zahl der abgegebenen gültigen Stimmen betrug in der Stichwahl 25.919, 55 Stimmen waren ungültig. Die Wahlbeteiligung belief sich auf 75,9 %.
| Kandidat            | Partei | Stimmen | in %   | Anmerkungen          |
| ------------------- | ------ | ------- | ------ | -------------------- |
| Carl Ludwig von Bar | DF     | 12.849  | 64,4 % | 0                    |
| Josef Kretschmann   | SPD    | 7116    | 35,6 % | Tischler aus Hamburg |

### 1893
Die liberalen Kandidaten einigten sich in einem schwierigen Prozess auf einen gemeinsamen Kandidaten. Da Carl Ludwig von Bar wegen seiner Ablehnung der Militärvorlage als Kandidat nicht erwünscht war, brachte die NLP Büssing ins Spiel. Dieser wurde von den linksliberalen aber genauso abgelehnt wie Dr. Alexander Meyer aus Berlin. Zuletzt einigte man sich auf den Geheimen Kommerzienrat Frenzel. Die Konservativen wurden vom BdL unterstützt.
Es fanden zwei Wahlgänge statt. Die Zahl der Wahlberechtigten betrug 25.919. Die Zahl der abgegebenen gültigen Stimmen betrug im ersten Wahlgang 19.676, 55 Stimmen waren ungültig. Die Wahlbeteiligung belief sich auf 75,9 %.
| Kandidat           | Partei   | Stimmen | in %   | Anmerkungen                    |
| ------------------ | -------- | ------- | ------ | ------------------------------ |
| Frenzel            | FVg      | 5865    | 29,9 % | Geheimer Kommerzienrat, Berlin |
| Gerhard von Buchka | DKP      | 6281    | 32,0 % | 0                              |
| Oertzen            | MRP      | 99      | 0,5 %  | 0                              |
| Josef Kretschmann  | SPD      | 7304    | 37,2 % | Tischler aus Hamburg           |
| 0                  | Sonstige | 46      | 0,3 %  | 0                              |

In der Stichwahl unterstützten die liberalen Parteien den konservativen Kandidaten.
Die Zahl der abgegebenen gültigen Stimmen betrug in der Stichwahl 20.180, 191 Stimmen waren ungültig. Die Wahlbeteiligung belief sich auf 77,9 %.
| Kandidat           | Partei | Stimmen | in %   | Anmerkungen          |
| ------------------ | ------ | ------- | ------ | -------------------- |
| Gerhard von Buchka | DKP    | 10.805  | 54,1 % | 0                    |
| Josef Kretschmann  | SPD    | 9184    | 45,9 % | Tischler aus Hamburg |

### 1898
Anfang 1898 legte Buchka sein Mandat nieder, da er zum Direktor der Kolonialabteilung ernannt worden war. Aufgrund der Nähe zur regulären Reichstagswahl erfolgte keine Nachwahl.
Die linksliberalen Parteien hatten ein wahlkreisübergreifendes Abkommen geschlossen. Danach unterstützte die FVg die Kandidatur der FVP-Kandidaten im Reichstagswahlkreis Großherzogtum Mecklenburg-Schwerin 1 und Reichstagswahlkreis Großherzogtum Mecklenburg-Schwerin 6 und die FVP unterstützte den Kandidaten der FVg hier. Die NLP erwies sich als gespalten. Ein Teil der Vertreter des Wahlkreisvereins unterstützten Paasche, andere Barth.
Es fanden zwei Wahlgänge statt. Die Zahl der Wahlberechtigten betrug 24.458. Die Zahl der abgegebenen gültigen Stimmen betrug im ersten Wahlgang 23.289, 85 Stimmen waren ungültig. Die Wahlbeteiligung belief sich auf 81,8 %.
| Kandidat              | Partei   | Stimmen | in %   | Anmerkungen |
| --------------------- | -------- | ------- | ------ | ----------- |
| Wilhelm Theodor Barth | FVg      | 6924    | 29,8 % | 0           |
| Hermann Paasche       | NLP      | 4641    | 20,0 % | 0           |
| Victor Kulerski       | Polen    | 37      | 0,2 %  | 0           |
| Oertzen               | MRP      | 254     | 1,1 %  | 0           |
| Joseph Herzfeld       | SPD      | 11.338  | 48,9 % | 0           |
| 0                     | Sonstige | 46      | 0,3 %  | 0           |

Die Zahl der abgegebenen gültigen Stimmen betrug in der Stichwahl 24.930, 243 Stimmen waren ungültig. Die Wahlbeteiligung belief sich auf 87,6 %.
| Kandidat              | Partei | Stimmen | in %   | Anmerkungen |
| --------------------- | ------ | ------- | ------ | ----------- |
| Wilhelm Theodor Barth | FVg    | 12.078  | 48,9 % | 0           |
| Joseph Herzfeld       | SPD    | 12.609  | 51,1 % | 0           |

### 1903
Erneut einigten sich die liberalen Parteien einerseits und BdL und Konservative andererseits je auf einen Kandidaten.
Es fand ein Wahlgang statt. Die Zahl der Wahlberechtigten betrug 30.322. Die Zahl der abgegebenen gültigen Stimmen betrug 26.411, 155 Stimmen waren ungültig. Die Wahlbeteiligung belief sich auf 87,1 %.
| Kandidat                 | Partei   | Stimmen | in %   | Anmerkungen               |
| ------------------------ | -------- | ------- | ------ | ------------------------- |
| Dr. Friedrich Karl Witte | FVg      | 8542    | 32,5 % | Fabrikbesitzer in Rostock |
| Oertzen                  | MRP      | 352     | 1,3 %  | 0                         |
| Ulrich von Oertzen       | RP       | 3951    | 15,1 % | 0                         |
| Joseph Herzfeld          | SPD      | 13.393  | 51,0 % | 0                         |
| 0                        | Sonstige | 18      | 0,1 %  | 0                         |

### 1907
Im Gegensatz zu den anderen Wahlkreisen in Mecklenburg kam im Wahlkreis 5 ein gemeinsames Vorgehen des Bülow-Blocks zustande: NLP, Konservative, BdL und Handwerkerpartei einigten sich auf einen Kandidaten der NLP, die linksliberalen Parteien einigten sich auf Fischer.
Es fanden zwei Wahlgänge statt. Die Zahl der Wahlberechtigten betrug 32.636. Die Zahl der abgegebenen gültigen Stimmen betrug im ersten Wahlgang 28.753, 123 Stimmen waren ungültig. Die Wahlbeteiligung belief sich auf 88,1 %.
| Kandidat            | Partei   | Stimmen | in %   | Anmerkungen                                                         |
| ------------------- | -------- | ------- | ------ | ------------------------------------------------------------------- |
| Friedrich Fischer   | FVP      | 7973    | 27,9 % | Generalsekretär des deutschen Fischereivereins, Steglitz bei Berlin |
| Hans Linck          | NLP      | 8286    | 28,9 % | 0                                                                   |
| Graf von Bernstorff | MRP      | 53      | 0,2 %  | Gutsbesitzer, Regierungsrat a. D.                                   |
| Joseph Herzfeld     | SPD      | 12.314  | 43,0 % | 0                                                                   |
| 0                   | Sonstige | 4       | 0,0 %  | 0                                                                   |

In der Stichwahl riefen die linksliberalen Parteien zur Wahl des Kandidaten des Bülow-Blocks auf.
Die Zahl der abgegebenen gültigen Stimmen betrug in der Stichwahl 29.169, 400 Stimmen waren ungültig. Die Wahlbeteiligung belief sich auf 89,4 %.
| Kandidat        | Partei | Stimmen | in %   | Anmerkungen |
| --------------- | ------ | ------- | ------ | ----------- |
| Hans Linck      | NLP    | 15.325  | 53,3 % | 0           |
| Joseph Herzfeld | SPD    | 13.444  | 46,7 % | 0           |

### 1912
Wie 1903 einigten sich die liberalen Parteien einerseits und BdL und Konservative andererseits je auf einen Kandidaten.
Es fanden zwei Wahlgänge statt. Die Zahl der Wahlberechtigten betrug 33.877. Die Zahl der abgegebenen gültigen Stimmen betrug im ersten Wahlgang 30.580, 161 Stimmen waren ungültig. Die Wahlbeteiligung belief sich auf 90,3 %.
| Kandidat        | Partei   | Stimmen | in %   | Anmerkungen            |
| --------------- | -------- | ------- | ------ | ---------------------- |
| Heimsoth        | FoVP     | 10.823  | 35,6 % | Malermeister, Schwerin |
| Meno Rettich    | Kons     | 4937    | 16,2 % | 0                      |
| Joseph Herzfeld | SPD      | 14.645  | 48,1 % | 0                      |
| 0               | Sonstige | 14      | 0,1 %  | 0                      |

In der Stichwahl riefen BdL und Konservative dazu auf, den liberalen Kandidaten zu wählen oder Wahl fernzubleiben.
Die Zahl der abgegebenen gültigen Stimmen betrug in der Stichwahl 30.604, 734 Stimmen waren ungültig. Die Wahlbeteiligung belief sich auf 90,3 %.
| Kandidat        | Partei | Stimmen | in %   | Anmerkungen |
| --------------- | ------ | ------- | ------ | ----------- |
| Heimsoth        | FoVP   | 14.471  | 48,3 % | 0           |
| Joseph Herzfeld | SPD    | 15.399  | 51,6 % | 0           |